# Jan Wayne
Jan Wayne (* 11. Januar 1974 in Husum; bürgerlich Jan Christiansen) ist ein deutscher Hands-up- und Eurodance-DJ und Musikproduzent. Er hatte mit seinen Remixen bekannter Hits zwischen den Jahren 2002 und 2004 vorwiegend in Deutschland und Österreich Erfolg. Zwei Songs platzierten sich auch in den Charts von Großbritannien.

## Karriere
Wayne wurde mit dem Bonnie-Tyler-Cover Total Eclipse of the Heart bekannt und hatte dann mit Because the Night, komponiert von Bruce Springsteen und vor allem durch die 1979 erschienene Version von Patti Smith bekannt geworden, seinen größten Hit. Er war in verschiedenen europäischen Ländern in den Charts, erreichte darunter in Deutschland Platz vier, hielt sich dort sieben Wochen in den Top 10, was ihm in den Jahrescharts 2002 den 34. Platz einbrachte.

## Diskografie

### Studioalben
| Jahr | Titel          | Höchstplatzierung, Gesamtwochen, AuszeichnungChartplatzierungen (Jahr, Titel, Platzierungen, Wochen, Auszeichnungen, Anmerkungen) | Höchstplatzierung, Gesamtwochen, AuszeichnungChartplatzierungen (Jahr, Titel, Platzierungen, Wochen, Auszeichnungen, Anmerkungen) | Anmerkungen                              |
| Jahr | Titel          | DE | AT | Anmerkungen                              |
| ---- | -------------- | --- | --- | ---------------------------------------- |
| 2002 | Back Again!    | DE16 (7 Wo.)DE | AT36 (15 Wo.)AT | Erstveröffentlichung: 9. September 2002  |
| 2003 | Gonna Move Ya! | DE64 (1 Wo.)DE | — | Erstveröffentlichung: 15. September 2003 |

### Singles
| Jahr | Titel Album                                    | Höchstplatzierung, Gesamtwochen, AuszeichnungChartplatzierungen (Jahr, Titel, Album, Platzierungen, Wochen, Auszeichnungen, Anmerkungen) | Höchstplatzierung, Gesamtwochen, AuszeichnungChartplatzierungen (Jahr, Titel, Album, Platzierungen, Wochen, Auszeichnungen, Anmerkungen) | Höchstplatzierung, Gesamtwochen, AuszeichnungChartplatzierungen (Jahr, Titel, Album, Platzierungen, Wochen, Auszeichnungen, Anmerkungen) | Anmerkungen                                                                                         |
| Jahr | Titel Album                                    | DE | AT | UK | Anmerkungen                                                                                         |
| ---- | ---------------------------------------------- | --- | --- | --- | --------------------------------------------------------------------------------------------------- |
| 2001 | Total Eclipse of the Heart Back Again!         | DE13 (17 Wo.)DE | AT6 (18 Wo.)AT | UK28 (3 Wo.)UK | Erstveröffentlichung: 3. Dezember 2001 meets Lena; in UK erst 2003 platziert Original: Bonnie Tyler |
| 2002 | Because the Night Back Again!                  | DE4 (15 Wo.)DE | AT5 (19 Wo.)AT | UK14 (8 Wo.)UK | Erstveröffentlichung: 13. Mai 2002 Original: Patti Smith Group                                      |
| 2002 | Only You Back Again!                           | DE14 (9 Wo.)DE | AT17 (13 Wo.)AT | — | Erstveröffentlichung: 19. August 2002 Original: Yazoo                                               |
| 2002 | More than a Feeling Back Again!                | DE32 (8 Wo.)DE | — | — | Erstveröffentlichung: 9. Dezember 2002 Original: Lake                                               |
| 2003 | Love Is a Soldier Gonna Move Ya!               | DE34 (5 Wo.)DE | AT29 (6 Wo.)AT | — | Erstveröffentlichung: 19. Mai 2003                                                                  |
| 2003 | 1, 2, 3 (Keep the Spirit Alive) Gonna Move Ya! | DE28 (6 Wo.)DE | AT30 (6 Wo.)AT | — | Erstveröffentlichung: 25. August 2003 meets Danielle                                                |
| 2004 | Here I Am (Send Me an Angel) –                 | DE57 (7 Wo.)DE | AT49 (8 Wo.)AT | — | Erstveröffentlichung: 12. Juli 2004 feat. Charlene; Original: Scorpions                             |
| 2008 | Numb –                                         | — | AT39 (4 Wo.)AT | — | Erstveröffentlichung: 27. Oktober 2008 mit Raindropz!; Original: Linkin Park                        |

Weitere Singles
- 2005: Mad World (Original: Tears for Fears)
- 2005: Time 2 Fly
- 2006: Piece of My Heart (Original: Intermission)
- 2007: I Touch Myself (mit Scarlet; Original: Divinyls)
- 2007: Time Stood Still (mit Scarlet; Original: Bad English)
- 2008: Wish You Were Here (mit Scarlet; Original: Rednex)
- 2009: Wherever You Will Go (Original: The Calling)
- 2009: Hello (Original: Shakespears Sister)
- 2011: Run to You (feat. Fab; Original: Bryan Adams)
- 2011: Bring Me to Life (Original: Evanescence)

## Belege
1. 1 2  Chartquellen: DE AT UK

| Personendaten    | Personendaten                                             |
| ---------------- | --------------------------------------------------------- |
| NAME             | Wayne, Jan                                                |
| ALTERNATIVNAMEN  | Christiansen, Jan (Geburtsname)                           |
| KURZBESCHREIBUNG | deutscher Hardtrance- und Eurodance-DJ und Musikproduzent |
| GEBURTSDATUM     | 11. Januar 1974                                           |
| GEBURTSORT       | Husum, Schleswig-Holstein, Bundesrepublik Deutschland     |